# Eli Wallach
Eli Herschel Wallach (Brooklyn, 7 de desembre de 1915 - Nova York, 24 de juny de 2014) va ser un actor estatunidenc.
Actor de formació teatral d'una carrera cinematogràfica de més de mig segle, en la qual es distingeix per la seva activitat de papers "incisius i de gran temperament" sota la batuta de directors del calibre d'Elia Kazan, John Sturges, John Huston, Sergio Leone, Martin Ritt, Francis Ford Coppola, Nancy Meyers, Joshua Marston, Roman Polański, William Wyler i Oliver Stone.
Notable la seva contribució a l'èxit internacional de pel·lícules italianes entre els anys seixanta i setanta, pertanyents sobretot al gènere del spaghetti western.

## Biografia
Va néixer a Red Hook, un barri de Brooklyn (Nova York), el 7 desembre del 1915, fill de Abraham Wallach i de Bertha Schorr, ambdós immigrants polonesos d'origen Jueus. Wallach es va graduar en Història a la Universitat de Texas de Austin el 1936 i va obtenir dos anys després el Master professional en educació al City College de Nova York. Durant la segona guerra mundial va prestar servei com a sergent i, després, sotstinent en l'exèrcit estatunidenc.
Arribat tard al teatre (el seu debut és el 1946), Wallach va pertànyer a la generació d'intèrprets formats a l'Actors Estudio, la versió americana del “mètode” de Kostantin Stanislavskij, tècnica d'actuació basada en l'aprofundiment psicològic del personatge i sobre la recerca d'afinitat entre el món interior del personatge i el de l'actor. S'imposa a Broadway el 1951 amb La rosa tatuada de Tennessee Williams i va obtenir nombrosos altres èxits sobre les escenes teatrals, des de La casa de te a la lluna d'agost de John Patrick a El rinoceront d'Eugen Ionescu, en l'obra de John Patrick The Teahouse of the August Moon i a les comèdies de Murray Schisgal.

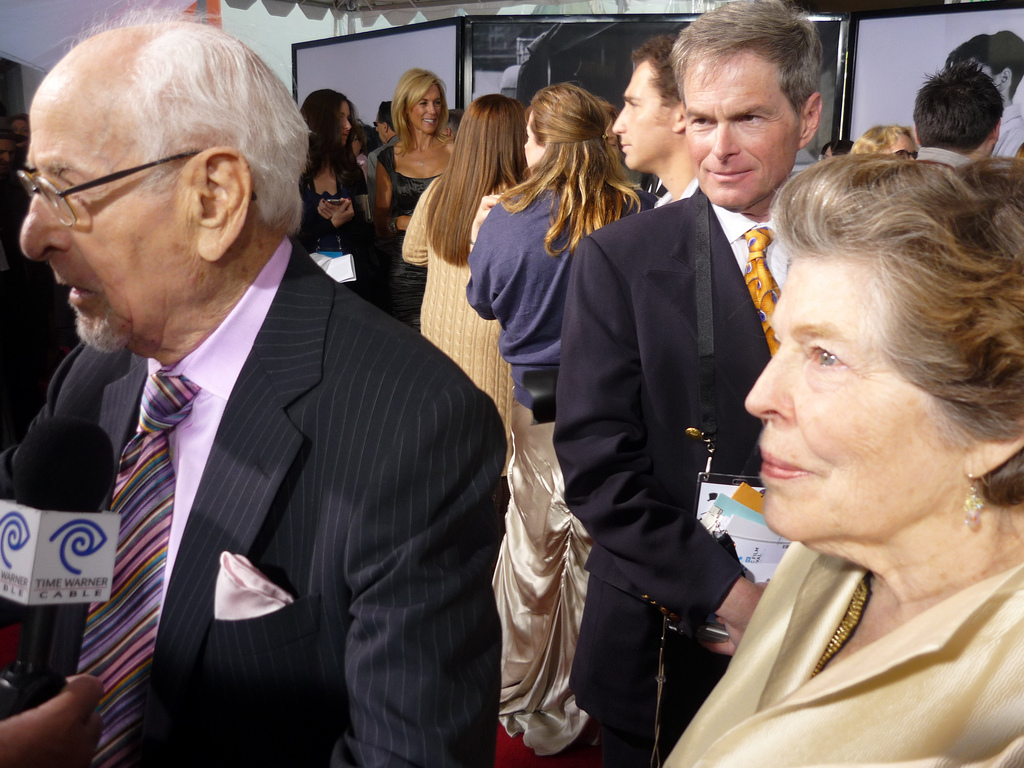
Eli Wallach i la seva dona Anne Jackson el 2010

Va debutar a la pantalla gran amb Baby Doll (1956) i durant la seva llarga carrera va afrontar importants papers en pel·lícules de prestigi com Els set magnífics (1960), Vides rebels (1961), The Good, the Bad and the Ugly (1966), Pazza (1987), [[El Padrí III]] (1990), The Holiday (2006), New York, I Love You (2009) i Wall Street - El diner no dorm mai (2010). Encara actiu en els darrers anys de vida en nombrosos cameos cinematogràfics i participacions com estrella convidada en sèries de TV (el 2010 va rebre una nominació als Premis Emmy per la participació en un episodi de la sèrie televisiva Nurse Jackie, el 2011 va ser premiat amb l'Oscar honorífic.
Mor a Nova York el 24 de juny de 2014, a l'edat de 98 anys. Després dels funerals, el seu cos va ser cremat.

## Vida privada
Des de 1948 fins a la seva mort va estat casat amb l'actriu Anne Jackson, amb qui va tenir tres fills: Peter (1951), Roberta (1955) i Katherine (1958). Va aprendre l'italià durant els rodatges de les nombroses pel·lícules realitzades en Itàlia, on esdevé famós sobretot per la interpretació del personatge de Tuco en The Good, the Bad and the Ugly. El 1970 va participar en la campanya Organització sense ànim de lucre estatunidenca Love. It Comes in All Colors contra el racisme realitzada per la National Urban Coalition.

## Filmografia

### Cinema
| - Baby Doll (1956) - The Lineup (1958) - Seven Thieves (1960) - Els set magnífics (The Magnificent Seven) (1960) - The Misfits (1961) - Hemingway's Adventures of a Young Man (1962) - La conquesta de l'Oest (How the West Was Won) (1962) - The Victors (1963) - Act One (1963) - The Moon-Spinners (1964) - Kisses for My President (1964) - Lord Jim (1965) - Genghis Khan (1965) - The Poppy Is Also a Flower (1966) - How to Steal a Million (1966) - El bo, el lleig i el dolent (Il buono, il brutto, il cattivo) (1966) - The Tiger Makes Out (1967) (ekoizlea ere) - Ace High (1968) - How to Save a Marriage and Ruin Your Life (1968) - A Lovely Way to Die (1968) - The Brain (1969) - L'or d'en Mackenna (Mackenna's Gold) (1969) - Les aventures d'en Gerard (The Adventures of Gerard) (1970) - The Angel Levine (1970) - The People Next Door (1970) - Zigzag (1970) - Romance of a Horsethief (1971) - Long Live Your Death (1971) - A Cold Night's Death (1972)(TV) - Stateline Motel (1972) - Cinderella Liberty (1973) - Crazy Joe (1974) - The Dream Factory (1975) - Eye of the Cat (1975) - Shoot First... Ask Questions Later (1975) - L'chaim: To Life (1975) - Plot of Fear (1976) - Independence (1976) - De presidi a primera plana (The Domino Principle) (1976) - El sentinella (The Sentinel) (1977) - L'abisme (The Deep) (1977) - L'hivern assassí (Winter Kills) (1977) - Nasty Habits (1977) - Movie Movie (1977) - Girlfriends (1978) - Little Italy (1978) | - Circle of Iron (1978) - Firepower (1979) - The Hunter (1980) - La salamandra (The Salamander) (1981) - Sam's Son (1984) - Sanford Meisner: The American Theatre's Best Kept Secret (1985) - Tough Guys (1986) - The Impossible Spy (1987)(TV) - Hollywood Uncensored (1987) - Nuts (1987) - Funny (1989) - The Two Jakes (1990) - El Padrí III (The Godfather: Part III) Don Altobello (1990) - Aturada clínica (Article 99) (1992) - Mistress (1992) - La nit i la ciutat (Night and the City) (1992) - Honey Sweet Love (1994) - Elia Kazan: A Director's Journey (1995) (narratzailea) - Two Much (1996) - Com triomfar a Wall Street (The Associate) (1996) - Larry's Visit (1996) - The Devil's Twilight (1998) - Sense invitació (Uninvited) (1999) - Keeping the Faith (2000) - Cinerama Adventure (2002) - Advice and Dissent (2002) - The Root (2003) - Broadway: The Golden Age, by the Legends Who Were There (2003) - Mystic River (2003) - King of the Corner (2004) - A Taste of Jupiter (2005) - The Moon and the Son: An Imagined Conversation (2005) (veu) - The Easter Egg Adventure (2005) (narratzailea) - The Holiday (2006) - The Hoax (2006) - Pola Negri: Life is a Dream in Cinema (2006) (bera) - Constantine's Sword (2007) - The War (2007) - Mama's Boy (2007) - Liszt For President (2008) - The Toe Tactic (2008) - Tickling Leo (2009) - New York, I Love You (2009) - L'escriptor (The Ghost Writer) (2010) - Wall Street: Money Never Sleeps (2010) |

### Televisió
| - The Philco Television Playhouse - The Beautiful Bequest (1949) - Lights Out - Rappaccini's Daughter (1951) - Studio One - Stan The Killer (1952) - Armstrong Circle Theater - The Portrait (1952) - The Web - Deadlock (1952) - The Philco Television Playhouse - The Baby (1953) - Goodyear Television Playhouse - The Brownstone (1953) - Kraft Television Theater - Delicate Story (1954) - The Philco Television Playhouse - Shadow of the Champ (1955) - The Philco Television Playhouse - The Outsiders (1955) - The Kaiser Aluminum Hour - A Fragile Affair (1956) - Studio One - The Man Who Wasn't Himself (1957) - Hallmark Hall of Fame - The Lark (1957) - The Seven Lively Arts - The World of Nick Adams (1957) - Climax - Albert Anastasia, His Life & Death (1958) - Suspicion - The Death of Paul Dane (1958) - Westinghouse Desilu Playhouse - My Father The Fool (1958) - Shirley Temple's Storybook Theater - The Emperor's New Clothes (1958) - Hallmark Hall of Fame - The Gift of the Magi (1958) - Where Is Thy Brother (1958) - Playhouse 90 - The Plot To Kill Stalin (1958) - The Dupont Show of the Month - I Don Quixote (1959) - Playhouse 90 - The Blue Men (1959) - Playhouse 90 - For Whom The Bell Tolls (Parts 1 & 2) (1959) - Play of the Week - Lullaby (1960) - Naked City - A Death of Princes (1960) - Naked City - A Run For The Money (1962) - The Dick Powell Show - Tomorrow, The Man (1962) - CBS Playhouse - Dear Friends (1967) - Batman - Ice-Spy (1967) - Batman - The Duo Defy (1967) - The Typists (1971) - The Young Lawyers - Legal Maneuvre (1971) - A Cold Night's Death (1972) (TVM) - Indict and Convict (1973) (TVM) - Paradise Lost (1974) - Great Mysteries - Compliments of the Season (1974) - Kojak - A Question of Answers (1975) - 20 Shades of Pink (1976) - Seventh Avenue (1977) - The Pirate (1978) - Fugitive Family (1980) - The Pride of Jesse Hallam (1980) (TVM) | - Skokie (1981) (TVM) - Tales of the Unexpected - Shatterproof (1981) - The Wall (1982) - The Executioner's Song (1982) - Anatomy of an Illness (1983) (TVM) - Christopher Columbus (1985) - Our Family Honor (1985) (TVM) - Our Family Honor (1985–86) (Series) - Embassy (1985) (TVM) - Murder: By Reason of Insanity (1985) (TVM) - Rocket to the Moon (1986) (TVM) - Something In Common (1986) (TVM) - Highway to Heaven - To Bind The Wounds (1986) - The Impossible Spy (1987) (TVM) - Highway To Heaven - A Father's Faith (1987) - World's Beyond - The Black Tomb (1987) - Murder She Wrote - A Very Good Year For Murder (1988) - Alfred Hitchcock Presents - Kandinsky's Vault (1988) - CBS Schoolbreak Special - A Matter of Conscience (1989) - Vendetta: Secrets of a Mafia Bride (1991) (TVM) - L.A Law - There Goes The Judge (1991) - Legacy of Lies (1992) (TVM) - Nonsense and Lullabyes: Nursery Rhymes (1992) - Nonsense and Lullabyes: Poems (1992) - Law & Order - The Working Stiff (1992) - Teamster Boss: The Jackie Presser Story (1992) (TVM) - Vendetta 2 - The New Mafia (1993) (TVM) - Tribeca - Stepping Back (1993) - Naked City - Justice With A Bullet (1998) (TVM) - The Bookfair Murders (2000)(TVM) - 100 Center Street - Kids: Part 1 (2001) - The Education of Max Bickford - I Never Schlunged My Father (2002) - The Education of Max Bickford - Genesis (2002) - The Education of Max Bickford - One More Time (2002) - Monday Night Mayhem (2002) (TVM) - Veritas: The Quest - The Name of God (2003) - Whoopi - American Woman (2003) - E.R - A Boy Falling Out of the Sky (2003) - Stroker and Hoop - I Saw Stroker Killing Santa (2005) - Studio 60 on the Sunset Strip - The Wrap Party (2006) - The National Parks: America's Best Idea (2009) (PBS) (veu) - Nurse Jackie (2009) |

## Premis i nominacions

### Premis
- 1967: Primetime Emmy al millor actor secundari per Poppies Are Also Flowers
- 2011: Oscar honorífic

### Nominacions
- 1957: Globus d'Or al millor actor secundari per Baby Doll
- 1968: Primetime Emmy al millor actor dramàtic per CBS Playhouse
- 1987: Primetime Emmy al millor actor secundari en minisèrie o especial per Something in Common
- 2001: Grammy al millor àlbum parlat per The Complete Shakespeare Sonnets
- 2007: Primetime Emmy al millor actor convidat en sèrie dramàtica per Studio 60 on the Sunset Strip
- 2010: Primetime Emmy al millor actor convidat en sèrie còmica per Nurse Jackie